# حزب ملی فاشیست
حزب ملی فاشیست (ایتالیایی: Partito Nazionale Fascista) یک حزب سیاسی در ایتالیا بود که در ۹ نوامبر ۱۹۲۱ توسط بنیتو موسولینی رهبر فاشیست ایتالیا در رم پایه‌گذاری شد و تا ۲۷ ژوئیه ۱۹۴۳ که بر ضد او کودتا شد، کشور را اداره می‌کرد.
این حزب در ابتدا با نام حزب فاشیست انقلابی (به ایتالیایی:Partito Fascista Rivoluzionario) شناخته می‌شد که در سال ۱۹۱۵ ایجاد شده بود. در سال ۱۹۲۱ و پس از کسب نتایج ناراضی در انتخابات نوامبر ۱۹۱۹ نام این حزب به حزب ملی فاشیست تغییر پیدا کرد.
پیراهن سیاهان نام شاخه شبه‌نظامی این حزب بود که به سرکوب کمونیست ها در دوران رهبری موسولینی کمک می‌کرد.

## نگارخانه